# Turner Motorsport
Le Turner Motorsport est une entreprise fondée en 1993 par Will Turner basée à Amesbury, au Massachusetts aux États-Unis. Le Turner Motorsport fait exclusivement concourir des modèles BMW, y compris les BMW Série 3 et les coupés BMW M3, dans le cadre du Continental Tire Sports Car Challenge. Auparavant, l’équipe avait remporté de grand succès dans la série Pirelli World Challenge. Outre ses activités de course, la société exploite une division de vente par correspondance de pièces détachées et d’accessoires BMW, un service après-vente et des installations de R & D.

## Palmarès

### Résultats enPirelli World Challenge
Le Turner Motorsport a remporté les Championnats du monde de voitures de tourisme Pirelli World Challenge en 2003 et 2004, en brisant ainsi l’hégémonie de huit ans dans cette compétition de Honda / Acura. Après avoir remporté le championnat pour la deuxième années consécutive, Le Turner Motorsport a quitté le Championnat pour intégrer les Rolex Sports Car Series en 2005.

### Résultats enRolex Sports Car Series
Le Turner Motorsport a remporté à la fois le Grand Am Cup GS 2006 (BMW E46 M3) et le Championnat du monde ST Driver and Team (BMW E46 330i) et le Championnat Grand Am Cup 2007 (BMW E46 330i). Le Turner Motorsport a été la première équipe à remporter le double titre de pilote GS et ST au cours d'une même saison. Un quatrième participation au championnat de Grand Am a eu lieu en 2011 (BMW E92 M3) avec comme pilote Paul Dalla Lana.

### Résultats enUnited SportsCar Championship
En 2014, Turner Motorsport est passé de la Rolex Sports Car Series à son successeur, l'United SportsCar Championship (une fusion entre les Rolex Sports Car Series et l'American Le Mans Series). Le Turner Motorsport participe à la catégorie GT Daytona (GTD) du championnat avec une BMW Z4 GT3. Il remporta des victoires au Grand Prix de Monterey et aux célèbres 6 Heures de Watkins Glen. Quatre victoires sont obtenues au cours de la saison et celles-ci ont été suffisantes pour sacrer le pilote Dane Cameron dans le championnat des pilotes, et le Turner Motorsport dans le championnat par équipe, mais pas BMW dans le championnat des constructeurs.
- 2014

| Pos. | Équipe                   | DAY | SEB | LGA | BEL | WGL | MOS | IMS | ELK | VIR | AUS | ATL | Total Points |
| ---- | ------------------------ | --- | --- | --- | --- | --- | --- | --- | --- | --- | --- | --- | ------------ |
| 1    | No. 94 Turner Motorsport | 7   | 7   | 1   | 6   | 1   | 3   | 15  | 1   | 1   | 3   | 4   | 304          |

- 2015

| Pos. | Équipe                | DAY | SEB | LBH | LGA | WGL | MOS | ELK | VIR | AUS | ATL | Points | NAEC |
| 9    | #97 Turner Motorsport | 12  | 8   | 10  | 6   | 9   | 1   | 10† | 4   | 2   | 11  | 257    | 22   |

- 2016

| Pos. | Équipe                   | DAY | SEB | LGA | BEL | WGL | MOS | LIM | ELK | VIR | AUS | ATL | Points | CEAN |
| 6    | No. 96 Turner Motorsport | 222 | 2   | 5   | 9   | 13  | 1   | 6   | 7   | 11  | 1   | 9   | 279    | 26   |
| 9    | No. 97 Turner Motorsport | 5   | 7   | 12  | 11  | 10  | 13  | 7   | 9   | 8   | 14  | 3   | 255    | 27   |

- 2017
- 2018

## Pilotes
- Bill Auberlen
- Adam Burrows
- Dane Cameron
- Bret Curtis
- Paul Dalla Lana
- Augusto Farfus
- Robby Foley
- Ashley Freiberg (en)
- Chris Gleason
- Anders Hainer
- Joey Hand
- Trevor Hopwood
- Billy Johnson (en)
- Tom Kimber-Smith
- Jens Klingmann
- Jesse Krohn
- Mark Kvamme
- Cameron Lawrence (en)
- Shane Lewis
- Dillon Machavern
- Michael Marsal
- Justin Marks
- Maxime Martin
- Dirk Müller
- Jörg Müller
- Christoffer Nygaard
- Markus Palttala
- Andy Priaulx
- Boris Said
- Don Salama
- Gunter Schaldach
- Martin Tomczyk
- Will Turner
- Dirk Werner
- Marco Wittmann
- Don Yount